# Jana pujoli
Jana pujoli är en fjärilsart som beskrevs av Berger 1980. Jana pujoli ingår i släktet Jana och familjen Eupterotidae. Inga underarter finns listade i Catalogue of Life.